# 2008 en Martinique
Cet article présente les faits marquants de l'année 2008 en Martinique.

## Évènements
- Jeudi 17 avril 2008 :  Mort d'Aimé Césaire (94 ans), écrivain, poète et homme politique martiniquais, chantre de la négritude et de la dignité de l'homme noir. Ex-communiste jusqu'en 1956, après l'intervention soviétique, il fut maire de Fort-de-France pendant 56 ans de 1945 à 2001, député de la Martinique de 1945 à 1993, conseiller régional et président du Conseil régional de la Martinique.

- Dimanche 20 avril 2008 :
  - Durant tout le week-end des milliers de personnes ont rendu hommage à Aimé Césaire dont la dépouille était exposée dans un cercueil vitré au milieu de la pelouse du stade Pierre Aliker à Fort-de-France. De nombreuses personnalités sont venus de la métropole pour lui rendre un dernier hommage : Bernard Accoyer, Christine Albanel, Michèle Alliot-Marie, François Baroin, François Bayrou, Laurent Fabius, François Hollande, Yves Jégo, Lionel Jospin, Alain Joyandet, Pierre Mauroy, Ségolène Royal, Nicolas Sarkozy, Rama Yade.
  - L'idée de Ségolène Royal de transférer la dépouille mortelle d'Aimé Césaire au Panthéon à Paris, a soulevé contre elle l'opposition générale; celle de la famille, celle de la grande majorité des Martiniquais avec le maire de Fort-de-France, Serge Letchimy, le sénateur martiniquais Claude Lise, le président socialiste du Conseil régional, Antoine Karam et la députée PRG de Guyane, Christiane Taubira, ainsi que celle d'Yves Jégo, le secrétaire d'État chargé de l'Outre-mer.